# إليزابيث بانكس
إليزابيث بانكس (بالإنجليزية: Elizabeth Banks) مواليد 10 فبراير، 1974، ممثلة أمريكية يهودية، مخرجة ومنتجة. بدأت مشوارها الفني في الفيلم السينمائي ذو الميزانية المنخفضة استسلام دورثي في عام 1998، واشتهرت بأدوارها في أفلام مثل: صيف أمريكي حار ورطب (2001)، وشخصية سام رايمي في سلسلة أفلام الرجل العنكبوت (2002-2007)، سيبيسكيت (2003)، أعذر في سن الأربعين (2005)، زاك وميري يسجلون فيلم إباحي (2008)، القدوات (2008)، الأيام الثلاثة القادمة (2010)، طبقة الصوت المثالية (2012)، فيلم ليغو (2014)، وسلسلة أفلام ألعاب الجوع (2012-2015). في 2014، أدت إليزابيث دور شخصية ميليندا ليدبتر في فيلم الحب والرحمة، كما بدأت مشوارها كمخرجة أفلام لأول مرة في فيلم طبقة الصوت المثالية 2، الذي حقق 69$ مليون دولار في الأسبوع الافتتاحي.
على مستوى البرامج التلفزيونية، ظهرت إليزابيث بدور شخصية أفيري جيسوب، في مسلسل قناة «NBC» الكوميدي 30 روك، ورشحت إثر أداءها بالمسلسل لجائزتين إيمي برايم تايم. كما ظهرت في مسلسلات تلفزيونية أخرى مثل: سكرابز، والعائلة الحديثة. في عام 2015، أعادت إليزابيث دور شخصية ليندزي في المسلسل القصير الذي عرض على نتفليكس صيف أمريكي حار ورطب: أول أيام المعسكر.
اعتباراً من نوفمبر، 2016، وضعها موقع بوكس أفيس موجو، بالمرتبة #32 بين الممثلين الأعلى أجراً، وفي المرتبة السادسة بين الممثلات الإناث الأعلى أجراً.

## نشأتها
ولدت إليزابيث بانكس في بيتسفيلد، ماساتشوستس في 10 فبراير، 1974، هي أكبر أخواتها، والدتها آن، ووالدها مارك بي ميتشيل. كان والدها عسكري سابق من الحرب الأمريكية الفيتنامية، وعمل في مصانع جينيرال إليكتريك، وعملت والدتها في إحدى المصارف.
تخرجت إليزابيث من مدرسة بيتسفيلد الثانوية في عام 1992. إرتادت جامعة بنسلفانيا، وكانت عضواً في أخوية «ديلتا ديلتا ديلتا؛ ΔΔΔ». في عام 1998، أنهت إليزابيث دراستها في معهد المسرح الأمريكي في سان فرانسيسكو، كاليفورنيا، وحصلت على شهادة ماجستير بالفنون الجميلة.

## حياتها الشخصية
ألتقت إليزابيث بزوجها الكاتب والمنتج ماكس هاندلمان، في أول يوم من أيام الجامعة في 6 سبتمبر، 1992.وتزوجا في عام 2003. ولد أبنهما الأول فيليكس في مارس،2011. في نوفمبر، 2012، أعلنت إليزابيث عن ولادة أبنهما الثاني ماغنوس ميتشيل.
دعمت إليزابيث حملة هيلاري كلينتون الانتخابية في عام 2016.

## سيرتها الفنية

### أعمال سينمائية
| السنة | العنوان                      | الدور         | ملاحظات     |
| ----- | ---------------------------- | ------------- | ----------- |
| 2002  | الرجل العنكبوت               | بيتي برانت    |             |
| 2002  | أمسكني لو أستطعت             | لوسي فوريست   |             |
| 2003  | سيبيسكت                      | مارسيلا هاورد |             |
| 2004  | الرجل العنكبوت 2             | بيتي برانت    |             |
| 2006  | الذي لا يقهر                 | جانيت كانتريل |             |
| 2007  | الرجل العنكبوت 3             | بيتي رانت     |             |
| 2010  | الأيام الثلاثة القادمة       | لارا برينان   |             |
| 2012  | مباريات الجوع                | إيفي ترينكيت  |             |
| 2012  | طبقة الصوت المثالية          | غايل          |             |
| 2013  | مباريات الجوع                | إيفي ترينكيت  |             |
| 2014  | فيلم ليغو                    | لوسي          |             |
| 2014  | سلوك مخزي                    | ميغان مايلز   |             |
| 2014  | مباريات الجوع - الجزء الأول  | إيفي ترينكيت  |             |
| 2015  | طبقة الصوت المثالية 2        | غايل          |             |
| 2015  | مباريات الجوع - الجزء الثاني | إيفي ترينكيت  |             |
| 2017  | طبقة الصوت المثالية 3        | غ/م           | قيد الإنتاج |

## وصلات خارجية
- الموقع الرسمي
- إليزابيث بانكس على موقع IMDb (الإنجليزية)
- إليزابيث بانكس على موقع روتن توميتوز (الإنجليزية)
- إليزابيث بانكس على موقع ألو سيني (الفرنسية)
- إليزابيث بانكس على موقع ميوزك برينز (الإنجليزية)
- إليزابيث بانكس على موقع تيرنر كلاسيك موفيز (الإنجليزية)
- إليزابيث بانكس على موقع أول موفي (الإنجليزية)
- إليزابيث بانكس على موقع بوكس أوفيس موجو (الإنجليزية)
- إليزابيث بانكس على موقع قاعدة بيانات برودواي على الإنترنت (الإنجليزية)
- إليزابيث بانكس على موقع قاعدة بيانات الأفلام السويدية (السويدية)
- إليزابيث بانكس على موقع إن إن دي بي (الإنجليزية)